# Río Víboras
El Vívoras o Bíboras és un riu que neix a Valdepeñas de Jaén, de diverses fonts: Susana, El Papel, Ranera i Chircales. Se li uneixen riu avall les aigües del riu de la Verge de la Fuensanta, el qual s'anomena Río Grande en l'actualitat. Més a baix, al Cortijo de La Manga, entra en l'Encomana de Vívoras o Bíboras, d'on agafa el seu nom. Al costat del riu San Juan, es forma el riu Guadajoz (el Flumen Salsum de l'antiguitat), que aflueix al riu Guadalquivir a pocs quilòmetres de Còrdova.